# Deadpool & Wolverine (soundtrack)
Deadpool & Wolverine (Original Motion Picture Soundtrack) is het soundtrackalbum voor de Marvel Studios-film Deadpool & Wolverine. Het album werd uitgebracht door Hollywood Records op 24 juli 2024. Een apart filmmuziekalbum Deadpool & Wolverine (Original Score), gecomponeerd door Rob Simonsen werd eveneens uitgebracht op 24 juli 2024 door Hollywood Records.

## Deadpool & Wolverine (Original Motion Picture Soundtrack)

### Tracklijst
| 1.                 | Only You (And You Alone)              | The Platters                                                                  | 2:43 |
| 2.                 | Bye Bye Bye                           | NSYNC                                                                         | 3:19 |
| 3.                 | Angel of the Morning                  | Merrilee Rush                                                                 | 3:10 |
| 4.                 | Slash                                 | Stray Kids                                                                    | 3:11 |
| 5.                 | Glamorous                             | Fergie                                                                        | 2:57 |
| 6.                 | Iris                                  | Goo Goo Dolls                                                                 | 4:50 |
| 7.                 | The Power of Love                     | Huey Lewis and the News                                                       | 3:53 |
| 8.                 | I'm a Ramblin' Man                    | Waylon Jennings                                                               | 2:46 |
| 9.                 | You Belong to Me                      | Patsy Cline (featuring The Jordanaires)                                       | 3:03 |
| 10.                | The Lady in Red                       | Chris de Burgh                                                                | 4:18 |
| 11.                | I'm with You                          | Avril Lavigne                                                                 | 3:44 |
| 12.                | The Greatest Show                     | Zac Efron, Zendaya, Hugh Jackman & Keala Settle The Greatest Showman Ensemble | 5:02 |
| 13.                | You're the One That I Want            | John Travolta & Olivia Newton-John                                            | 2:50 |
| 14.                | I'll Be Seeing You                    | Jimmy Durante                                                                 | 3:11 |
| 15.                | Make Me Lose Control                  | Eric Carmen                                                                   | 4:45 |
| 16.                | You’re All I Need to Get By           | Aretha Franklin & Royal Philharmonic Orchestra                                | 3:35 |
| 17.                | Good Riddance (Time of Your Life)     | Green Day                                                                     | 2:36 |
| 18.                | LFG (Theme from Deadpool & Wolverine) | Rob Simonsen                                                                  | 1:59 |
| Totale duur: 61:52 |                                       |                                                                               |      |

## Deadpool & Wolverine (Original Score)

### Tracklijst
Alle muziek gecomponeerd door Rob Simonsen, behalve waar aangegeven.

| 1.                 | LFG (Theme from Deadpool & Wolverine)                                   | 1:49 |
| 2.                 | Deadpool Has a Theme                                                    | 2:29 |
| 3.                 | It’s Been a While                                                       | 0:39 |
| 4.                 | Reaching Too High                                                       | 2:15 |
| 5.                 | Make a Wish                                                             | 1:26 |
| 6.                 | Walk with Me (a)                                                        | 2:27 |
| 7.                 | Two Choices                                                             | 2:32 |
| 8.                 | Eating My Feelings                                                      | 2:30 |
| 9.                 | They're Coming                                                          | 2:26 |
| 10.                | Family Feud                                                             | 0:51 |
| 11.                | I Love This Part                                                        | 2:13 |
| 12.                | Finger-Lickin' Dead-Inside Pixie Slab of Third Rate Dime-Store Nut-Milk | 3:05 |
| 13.                | Your Fingers Are Inside Me, But Not in a Good Way                       | 3:41 |
| 14.                | You Were Chest F'd by a Tree                                            | 0:34 |
| 15.                | Hideout                                                                 | 1:52 |
| 16.                | That's Her (b)                                                          | 0:52 |
| 17.                | The Heroes We Were                                                      | 1:04 |
| 18.                | You Were Always the Wrong Guy (b)                                       | 3:24 |
| 19.                | Name for Myself                                                         | 2:02 |
| 20.                | Death or Enslavement                                                    | 1:49 |
| 21.                | I Walked Away (b)                                                       | 2:11 |
| 22.                | My Brother Loved You                                                    | 3:29 |
| 23.                | We Have Company                                                         | 2:56 |
| 24.                | I Called Some Friends                                                   | 1:01 |
| 25.                | Steadily Great Since Endgame                                            | 1:29 |
| 26.                | Enjoy My Peter                                                          | 1:11 |
| 27.                | Let's Up the Stakes                                                     | 2:11 |
| 28.                | He's Not Gonna Make It                                                  | 3:18 |
| 29.                | Ripper Carnage                                                          | 1:01 |
| 30.                | There's Nothing to Fix                                                  | 1:24 |
| 31.                | Special Sock                                                            | 2:11 |
| 32.                | Name for Myself (alternate version)                                     | 1:33 |
| 33.                | Fallen Heroes                                                           | 3:15 |
| Totale duur: 61:51 |                                                                         |      |

(a) Dit nummer verwijst naar Alan Silvestri's thema uit The Avengers (2012).
(b) Dit nummer verwijst naar Marco Beltrami's thema uit Logan (2017).